# Strana Whigů
Strana Whigů (anglicky Whig Party) byla politická strana ve Spojených státech amerických během období takzvané jacksonovské demokracie a v období 1832–1856 byla jednou ze dvou hlavních amerických politických stran. Oponovala politice prezidenta Andrewa Jacksona a Demokratické straně.

## Charakteristika
Whigové podporovali nadřazenost federálního Kongresu nad výkonnou složkou vlády, modernizaci a ekonomický rozvoj. Jejich název byl zvolen v ohlasu na hnutí Whigů, kteří v 70. letech 18. století bojovali za nezávislost. Do strany Whigů přešla většina politiků z dříve zaniklé Protizednářské strany. Mezi své členy mohla zařadit takové národní politické kapacity jako Daniel Webster, William Henry Harrison nebo hlavní lídr Henry Clay z Kentucky. Kromě Harrisona do strany Whigů patřili také další čtyři váleční hrdinové včetně generála Zacharyho Taylora a Winfielda Scotta. Jejich lídrem ve státě Illinois byl Abraham Lincoln.

## Historie
Během své šestadvacetileté existence se podařilo dvěma kandidátům Strany Whigů vyhrát prezidentské volby (Harrisonovi a Taylorovi), přičemž oba zemřeli během vykonávání tohoto úřadu. Čtyři měsíce po zvolení Harrisona byl John Tyler, který úřad vykonával místo něj, vyloučen ze strany. Millard Fillmore, Taylorův viceprezident, se stal po Taylorově smrti posledním Whigem, který zastával nejvyšší americký úřad.
Stranu v závěrečné fázi existence rozštěpila otázka, zda povolit rozšiřování otroctví do teritorií. Kvůli této problematice vznikly ve straně hluboké trhliny, s čímž souvisela nominace Winfielda Scotta místo úřadujícího prezidenta Fillmora v prezidentských volbách v roce 1852. Předáci strany ukončili své politické aktivity (jako například Abraham Lincoln pouze dočasně) nebo změnili stranu. Voličská základna přešla k radikální Know-Nothing Party, k různým stranickým koalicím uvnitř států nebo dokonce k Demokratům.

## Prezidenti USA zvolení za stranu
Prezidenti Spojených států (data ve funkci)
1. William Henry Harrison (1841)
2. John Tyler[pozn. 1] (1841–45)
3. Zachary Taylor (1849–50)
4. Millard Fillmore (1850–53)

John Quincy Adams, prezident zvolený za Demokraticky-republikánskou stranu se později stal členem Národní republikánské strany, poté Protizednářské strany. V roce 1831 byl zvolen do Sněmovny reprezentantů a od roku 1838 byl členem Whig party až do své smrti v roce 1848.
Členy strany byli i prezidenti Abraham Lincoln, Rutherford B. Hayes, Chester A. Arthur a Benjamin Harrison, předtím než přešli do Republikánské strany, za níž byli zvoleni.

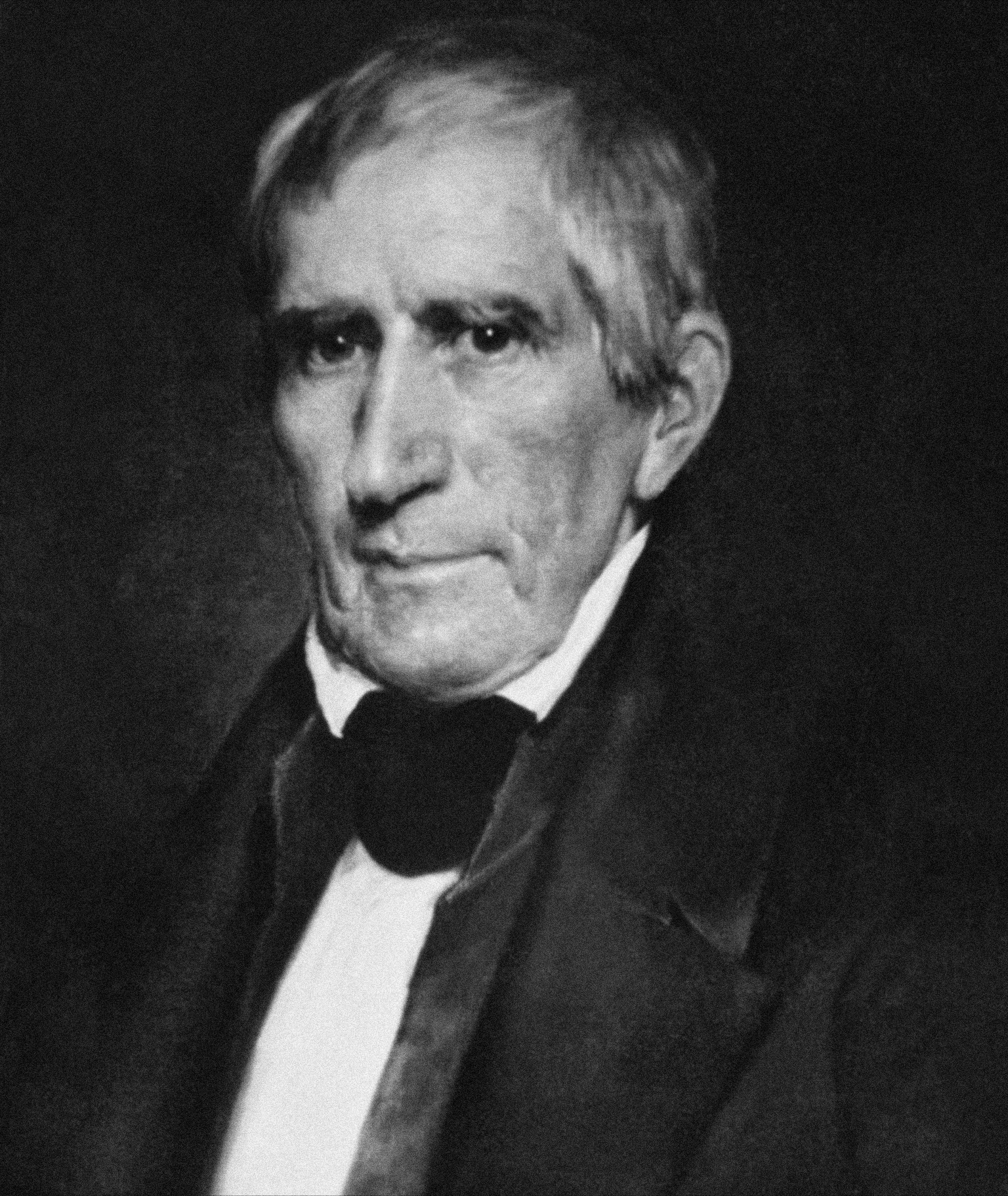
William Henry Harrison (1841)
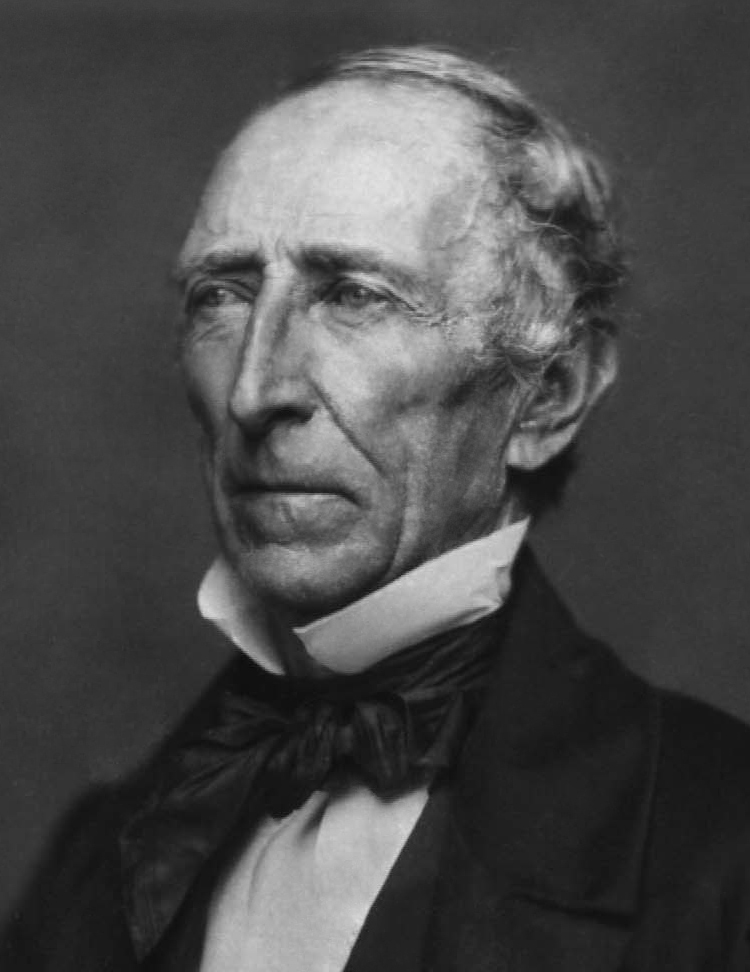
John Tyler (1841–1845) (vyloučen ze strany 1841)
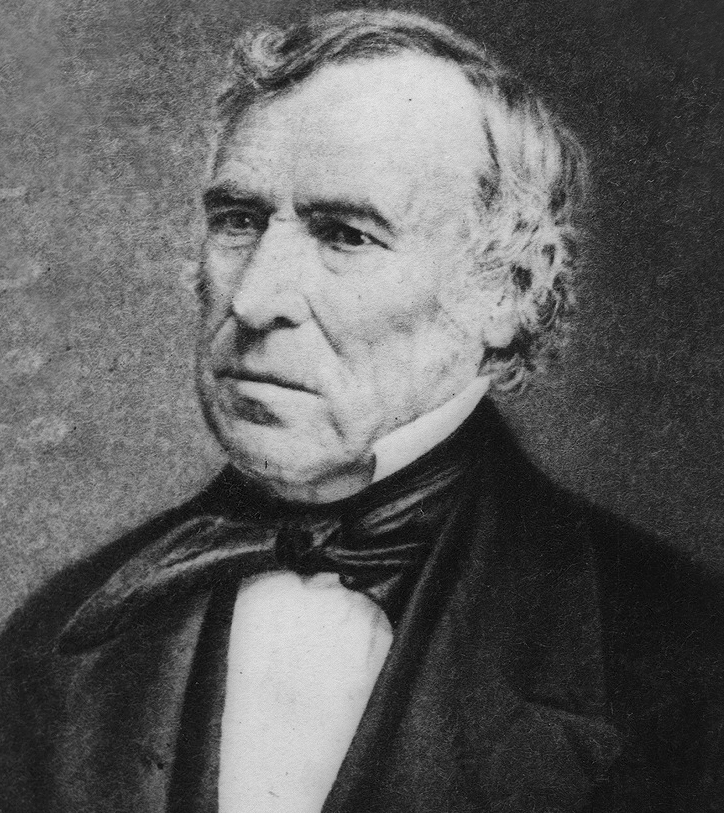
Zachary Taylor (1849–1850)
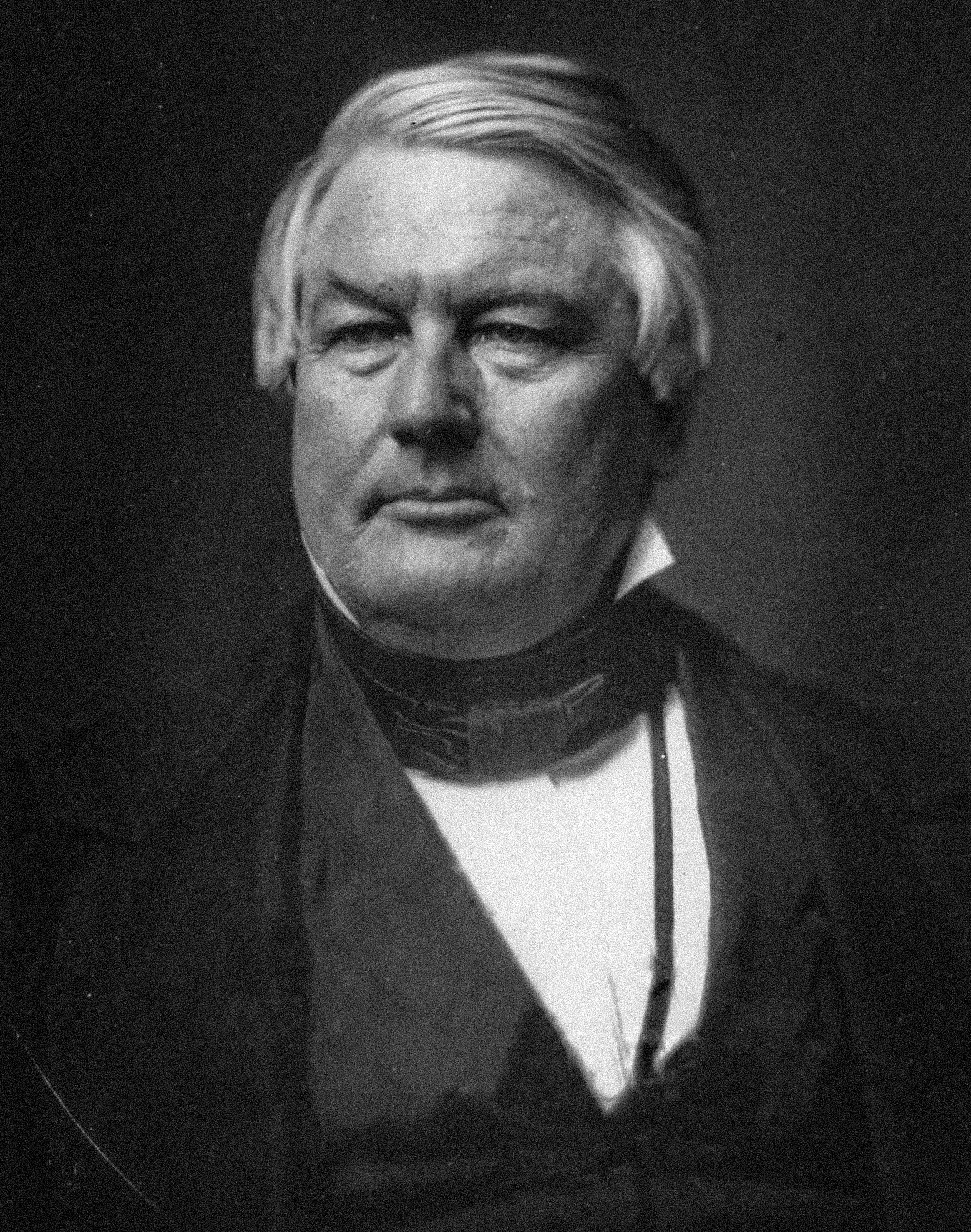
Millard Fillmore (1850–1853)